# Stiphrosoma pullum
Stiphrosoma pullum är en tvåvingeart som beskrevs av Rohacek och Barber 2005. Stiphrosoma pullum ingår i släktet Stiphrosoma och familjen sumpflugor.
Artens utbredningsområde är Costa Rica. Inga underarter finns listade i Catalogue of Life.